# Венгжце-Великі
Венгжце-Великі (пол. Węgrzce Wielkie) — село в Польщі, у гміні Величка Велицького повіту Малопольського воєводства.
Населення — 2068 осіб (2011).

## Демографія
Демографічна структура станом на 31 березня 2011 року:
|          | Загалом | Допрацездатний вік | Працездатний вік | Постпрацездатний вік |
| -------- | ------- | ------------------ | ---------------- | -------------------- |
| Чоловіки | 990     | 235                | 663              | 92                   |
| Жінки    | 1078    | 224                | 641              | 213                  |
| Разом    | 2068    | 459                | 1304             | 305                  |